# لوسيان ليفي
لوسيان ليفي (بالفرنسية: Lucien Lévy)‏ هو مهندس وفيزيائي فرنسي، ولد في 11 مارس 1892 في باريس في فرنسا، وتوفي بنفس المكان في 24 مايو 1965.